# Nicki Thiim
Nicki Thiim (nacido el 17 de abril de 1989 en Sønderborg) es un piloto de automovilismo danés. Pilotando autos gran turismo, ha logrado la victoria absoluta las 24 Horas de Nürburgring 2013 y el título de pilotos de clase LMGTE Pro del Campeonato Mundial de Resistencia de la FIA (WEC) 2016 y 2019-20. También logró la victoria de clase en las 24 Horas de Le Mans 2014 y ganó la Supercopa Porsche 2013.
Es piloto de fábrica de Aston Martin desde 2013.

## Carrera deportiva

### Inicios en turismos y gran turismos
Después de competir en el karting, en la que se consagró campeón danés en 2001, Thiim ganó la Fórmula Ford Danesa en 2006. En 2007 pasó a las carreras de turismos, donde resultó quinto en la Supercopa Seat León Alemania y corrió en una BMW 320si en el Campeonato Danés de Turismos. Al año siguiente, el danés resultó campeón de la Supercopa Seat León Alemania con 8 victorias.
Thiim compitió en la Copa Porsche Carrera Alemania 2009, terminando quinto con un tercer lugar. También finalizó 15º en la general y primero en la clase SP3T en las 24 Horas de Nürburgring con un Volkswagen Scirocco.
En 2011 Thiim resultó cuarto en la Copa Porsche Carrera Alemania, logrando una victoria y cuatro podios. También alcanzó a debutar en la Supercopa Porsche al disputar tres carreras. En 2012, Thiim corrió en la Supercopa Porsche y en la Copa Porsche Carrera Alemania, logrando una y tres victorias, respectivamente, finalizando tercero en ambos campeonatos. También obtuvo tres podios en la ADAC GT Masters manejando un Porsche 911.
Thiim obtuvo cuatro victorias y dos segundos lugares en la Supercopa Porsche de 2013, para consagrarse campeón, mientras que en la Copa Porsche Carrera Alemania, resultó tercero con dos victorias y nueve podios. 

### Piloto de Aston Martin (2013-)
Thiim compitió por primera vez con Aston Martin Racing en 2013, aunque desde entonces también lo ha hecho con otras marcas. Logró una victoria y un segundo lugar en cuatro carreras disputadas del Campeonato Mundial de Resistencia (WEC) en una Aston Martin Vantage oficial de la clase LMGTE Am, como piloto de reemplazo de Allan Simonsen, quien falleció en un accidente en las 24 Horas de Le Mans. Por otra parte, Thiim logró la victoria absoluta en las 24 Horas de Nürburgring, con un Mercedes-Benz SLS AMG GT3, acompañando a Sean Edwards, Jeroen Bleekemolen y Bernd Schneider.
En 2014, Thiim logró dos victorias y dos segundos lugares en la Supercopa Porsche para terminar octavo, en tanto que en la Copa Porsche Carrera Alemania resultó quinto con dos victorias y cinco segundos lugares. Además, siguió compitiendo con Aston Martin en el Mundial de Resistencia en la clase LMGTE Am; acompañando a David Heinemeier Hansson y Kristian Poulsen en cinco carreras, Thiim logró cuatro victorias (incluyendo una en las 24 Horas de Le Mans) y un segundo lugar para finalizar sexto en el campeonato de pilotos de la clase GTE-Am, pero ayudando a que el dúo de pilotos Heinemeier Hansson-Poulsen obtengan el título de pilotos de clase.
Además, participó de la ADAC GT Masters con un Audi R8 junto con Fabian Hamprecht, donde logró dos terceros lugares, para culminar 27º en el campeonato. También participó de las 24 Horas de Nürburgring junto con Marco Seefried, Richard Westbrook y Alexander Müller, pero terminó en retiro.
En 2015, el danés participó de la Copa Porsche Carrera Alemania, en la que acumuló dos triunfos y cinco podios, para acabar quinto en el campeonato. También participó en tres carreras del Campeonato Mundial de Resistencia pero con un Aston Martin Vantage de la clase LMGTE Pro, donde logró tres cuarto puestos. Como piloto de Audi, Thiim logró una victoria y un tercer lugar en la ADAC GT Masters, para terminar 17º en el campeonato. Además participó de las 24 Horas de Spa, donde resultó tercero, y la ronda final en Zandvoort de la Blancpain Sprint Series, logrando un segundo lugar en la carrera clasificatoria y un tercero en la carrera final. Por otro lado disputó la ronda doble en Algarve de la Serie Internacional TCR con un Audi TT, ganando en la primera carrera.

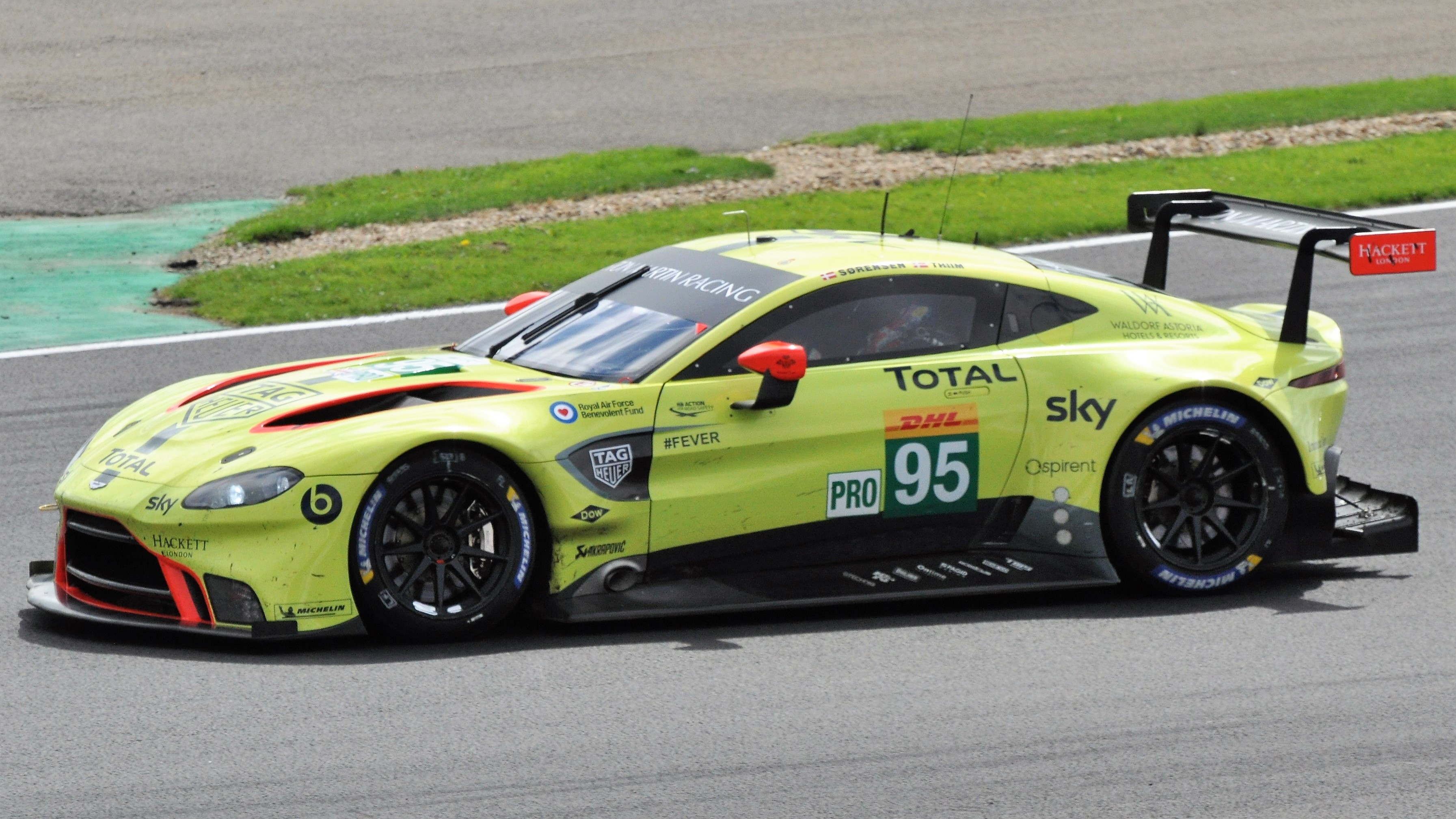
Aston Martin Vantage AMR de Nicki Thiim y Marco Sørensen, de 2018.

Thiim se transformó en piloto titular del Mundial de Resistencia 2016 con un Aston Martin Vantage de clase LMGTE Pro. Formando dupla con su compatriota Marco Sørensen, obtuvo dos victorias y seis podios en nueve fechas, para llevarse el título en la clase. También participó de las 24 Horas de Nürburgring con Aston Martin contando como compañeros a Sorensen, Pedro Lamy y Darren Turner, pero terminaron abandonando.
En 2017, fue subcampeón de European Le Mans Series junto a TF Sport. También participó en dos temporadas (2018 y 2019) del Campeonato Británico de GT con TF Sport, logrando dos victorias. En la temporada 2019-20 del WEC, el danés ganó su segundo título mundial de la mano de Aston Martin, Marco Sørensen y Maxime Martin. Tras esto, dejó la categoría LMGTE Pro y volvió a LMGTE Am, obteniendo el subcampeonato de 2022.
En 2023, Thiim participó en las dos primeras rondas del DTM, y al año siguiente disputará la temporada completa, conduciendo un Lamborghini Huracán GT3 Evo 2 de SSR Performance.

## Vida personal
Es hijo de Kurt Thiim, campeón de Deutsche Tourenwagen Meisterschaft en 1986.

## Resultados

### Campeonato Mundial de Resistencia de la FIA
(Clave) (negrita indica pole position) (cursiva indica vuelta rápida)

| Año     | Escudería           | Clase     | Automóvil                | 1   | 2   | 3   | 4   | 5   | 6   | 7   | 8   | 9   | Pos. | Puntos | Ref.   |
| ------- | ------------------- | --------- | ------------------------ | --- | --- | --- | --- | --- | --- | --- | --- | --- | ---- | ------ | ------ |
| 2013    | Aston Martin Racing | LMGTE Am  | Aston Martin Vantage GTE | SIL | SPA | LMS | SÃO | COA | FUJ | SHA | BHR |     | 7.º  | 45     | [ 5 ]  |
| 2013    | Aston Martin Racing | LMGTE Am  | Aston Martin Vantage GTE |     |     |     | Ret | 2   |     | Ret | 1   |     | 7.º  | 45     | [ 5 ]  |
| 2014    | Aston Martin Racing | LMGTE Am  | Aston Martin Vantage GTE | SIL | SPA | LMS | COA | FUJ | SHA | BHR | SÃO |     | 3.º  | 144    | [ 6 ]  |
| 2014    | Aston Martin Racing | LMGTE Am  | Aston Martin Vantage GTE | 1   |     | 1   |     | 1   |     | 1   | 2   |     | 3.º  | 144    | [ 6 ]  |
| 2015    | Aston Martin Racing | LMGTE Pro | Aston Martin Vantage GTE | SIL | SPA | LMS | NÜR | COA | FUJ | SHA | BHR |     | 13.º | 41     | [ 7 ]  |
| 2015    | Aston Martin Racing | LMGTE Pro | Aston Martin Vantage GTE | 4   |     | 6   |     |     |     |     | 4   |     | 13.º | 41     | [ 7 ]  |
| 2016    | Aston Martin Racing | LMGTE Pro | Aston Martin Vantage GTE | SIL | SPA | LMS | NÜR | MEX | COA | FUJ | SHA | BHR | 1.º  | 156    | [ 8 ]  |
| 2016    | Aston Martin Racing | LMGTE Pro | Aston Martin Vantage GTE | 3   | Ret | 2   | 3   | 3   | 1   | 5   | 4   | 1   | 1.º  | 156    | [ 8 ]  |
| 2017    | Aston Martin Racing | LMGTE Pro | Aston Martin Vantage GTE | SIL | SPA | LMS | NÜR | MEX | COA | FUJ | SHA | BHR | 6.º  | 104    | [ 9 ]  |
| 2017    | Aston Martin Racing | LMGTE Pro | Aston Martin Vantage GTE | 6   | 8   | 5   | 4   | 1   | 4   | 7   | 5   | 7   | 6.º  | 104    | [ 9 ]  |
| 2018-19 | Aston Martin Racing | LMGTE Pro | Aston Martin Vantage AMR | SPA | LMS | SIL | FUJ | SHA | SEB | SPA | LMS |     | 9.º  | 65.5   | [ 10 ] |
| 2018-19 | Aston Martin Racing | LMGTE Pro | Aston Martin Vantage AMR | 7   | 5   | 17  | 6   | 1   | 9   | 7   | Ret |     | 9.º  | 65.5   | [ 10 ] |
| 2019-20 | Aston Martin Racing | LMGTE Pro | Aston Martin Vantage AMR | SIL | FUJ | SHA | BHR | COA | SPA | LMS | BHR |     | 1.º  | 172    | [ 11 ] |
| 2019-20 | Aston Martin Racing | LMGTE Pro | Aston Martin Vantage AMR | 5   | 1   | 5   | 1   | 1   | 2   | 3   | 5   |     | 1.º  | 172    | [ 11 ] |

### TCR Internacional Series
(Clave) (negrita indica pole position) (cursiva indica vuelta rápida)

| Año  | Equipo                   | Auto        | 1   | 2   | 3   | 4   | 5   | 6   | 7   | 8   | 9   | 10  | 11    | 12    | 13  | 14  | 15     | 16     | 17  | 18  | 19  | 20  | 21  | 22  | Pos. | Pts. |
| ---- | ------------------------ | ----------- | --- | --- | --- | --- | --- | --- | --- | --- | --- | --- | ----- | ----- | --- | --- | ------ | ------ | --- | --- | --- | --- | --- | --- | ---- | ---- |
| 2015 |                          |             | MYS | MYS | CHN | CHN | ESP | ESP | POR | POR | ITA | ITA | AUT I | AUT I | RUS | RUS | AUT II | AUT II | SGP | SGP | THA | THA | MAC | MAC | 13.º | 30   |
| 2015 | Liqui Moly Team Engstler | Audi TT Cup |     |     |     |     |     |     | 1   | 13† |     |     |       |       |     |     |        |        |     |     |     |     |     |     | 13.º | 30   |

### Deutsche Tourenwagen Masters
(Clave) (negrita indica pole position) (cursiva indica vuelta rápida)

| Año  | Equipo          | Automóvil                     | 1         | 2         | 3        | 4         | 5        | 6        | 7       | 8       | 9       | 10        | 11       | 12       | 13       | 14       | 15       | 16      | Pos. | Puntos |
| ---- | --------------- | ----------------------------- | --------- | --------- | -------- | --------- | -------- | -------- | ------- | ------- | ------- | --------- | -------- | -------- | -------- | -------- | -------- | ------- | ---- | ------ |
| 2022 | T3 Motorsport   | Lamborghini Huracán GT3 Evo   | ALG 1 12  | ALG 2 Ret | LAU 1 13 | LAU 2 Ret | IMO 1    | IMO 2    | NOR 1   | NOR 2   | NÜR 1   | NÜR 2     | SPA 1    | SPA 2    | RBR 1    | RBR 2    | HOC 1    | HOC 2   | 30.º | 0      |
| 2024 | SSR Performance | Lamborghini Huracán GT3 Evo 2 | OSC 1 Ret | OSC 2 Ret | LAU 1 8  | LAU 2 Ret | ZAN 1 12 | ZAN 2 14 | NOR 1 4 | NOR 2 1 | NÜR 1 8 | NÜR 2 Ret | SAC 1 14 | SAC 2 10 | RBR 1 13 | RBR 2 16 | HOC 1 10 | HOC 2 5 | 13.º | 93     |